# 1946-os Grand Prix-szezon
Az 1946-os Grand Prix-szezon volt a Grand Prix-versenyzés harmincharmadik, a második világháború befejezte utáni első szezonja.
Az Európa-bajnokság többé nem folytatódott, így a szezon ismét csak különálló versenyekből állt, amelyek közül a kiemeltekre ismét a Grandes Épreuves nevet használták.
A legsikeresebb versenyző a francia Raymond Sommer volt, aki a húsz versenyből ötöt tudott megnyerni. A legeredményesebb konstruktőrnek a Maserati bizonyult, amellyel kilencszer végeztek az élen.

## Versenyek

### Grandes Épreuves
| Verseny            | Helyszín       | Időpont       | Pole-pozíció    | Leggyorsabb kör     | Győztes versenyző | Győztes konstruktőr | Összefoglaló |
| ------------------ | -------------- | ------------- | --------------- | ------------------- | ----------------- | ------------------- | ------------ |
| René le Bègue-kupa | Saint-Cloud    | Június 9.     | Raymond Sommer  | Giuseppe Farina     | Raymond Sommer    | Maserati            | Összefoglaló |
| nemzetek nagydíja  | Genf           | Július 21.    | Giuseppe Farina | Jean-Pierre Wimille | Giuseppe Farina   | Alfa Romeo          | Összefoglaló |
| torinói nagydíj    | Valentino Park | Szeptember 1. | Giuseppe Farina | Jean-Pierre Wimille | Achille Varzi     | Alfa Romeo          | Összefoglaló |

### Egyéb versenyek
| Verseny                   | Helyszín                | Időpont        | Győztes versenyző   | Győztes konstruktőr | Összefoglaló |
| ------------------------- | ----------------------- | -------------- | ------------------- | ------------------- | ------------ |
| nizzai nagydíj            | Nizza                   | Április 22.    | Luigi Villoresi     | Maserati            | Összefoglaló |
| Marseille-i nagydíj       | Prado                   | Május 12.      | Raymond Sommer      | Maserati            | Összefoglaló |
| Forez-nagydíj             | St Just-Andrezieux      | Május 19.      | Raymond Sommer      | Maserati            | Összefoglaló |
| Párizs-kupa               | Bois de Boulogne        | Május 30.      | Jean-Pierre Wimille | Alfa Romeo          | Összefoglaló |
| Grand Prix des Frontières | Chimay                  | Június 9.      | Leslie Brooke       | ERA                 | Összefoglaló |
| Gransden Lodge            | Gransden Lodge Airfield | Június 15.     | George Abecassis    | Bugatti             | Összefoglaló |
| Roussillon nagydíj        | Perpignan               | Június 30.     | Jean-Pierre Wimille | Alfa Romeo          | Összefoglaló |
| burgund nagydíj           | Dijon                   | Július 7.      | Jean-Pierre Wimille | Alfa Romeo          | Összefoglaló |
| albi nagydíj              | Albi                    | Július 14.     | Tazio Nuvolari      | Maserati            | Összefoglaló |
| Nantes-i nagydíj          | Nantes                  | Július 28.     | Raph                | Maserati            | Összefoglaló |
| Ulster Trophy             | Ballyclare              | Augusztus 10.  | Prince Bira         | ERA                 | Összefoglaló |
| Circuit des Trois Villes  | Lille                   | Augusztus 25.  | Raymond Sommer      | Maserati            | Összefoglaló |
| Circuit des Trois Villes  | Lille                   | Augusztus 25.  | Henri Louveau       | Maserati            | Összefoglaló |
| milánói nagydíj           | Sempione Park           | Szeptember 29. | Carlo Felice Trossi | Alfa Romeo          | Összefoglaló |
| Coupe du Salon            | Bois de Boulogne        | Október 6.     | Raymond Sommer      | Maserati            | Összefoglaló |
| gáveai nagydíj            | Gávea                   | Október 6.     | Chico Landi         | Alfa Romeo          | Összefoglaló |
| Penya Rhin nagydíj        | Pedralbes               | Október 27.    | Giorgio Pelassa     | Maserati            | Összefoglaló |
| Boa Vista nagydíj         | Rio de Janeiro          | December 15.   | Chico Landi         | Alfa Romeo          | Összefoglaló |

## Statisztika

### Versenyzők
| Versenyző           | Győzelmek | Győzelmek        |
| Versenyző           | Összesen  | Grandes Épreuves |
| ------------------- | --------- | ---------------- |
| Raymond Sommer      | 5         | 1                |
| Jean-Pierre Wimille | 3         | 0                |
| Chico Landi         | 2         | 0                |
| George Abecassis    | 1         | 0                |
| Raph                | 1         | 0                |
| Prince Bira         | 1         | 0                |
| Leslie Brooke       | 1         | 0                |
| Giuseppe Farina     | 1         | 1                |
| Henri Louveau       | 1         | 0                |
| Tazio Nuvolari      | 1         | 0                |
| Giorgio Pelassa     | 1         | 0                |
| Carlo Felice Trossi | 1         | 0                |
| Achille Varzi       | 1         | 1                |
| Luigi Villoresi     | 1         | 0                |

## Konstruktőrök
| Konstruktőr | Győzelmek | Győzelmek        |
| Konstruktőr | Összesen  | Grandes Épreuves |
| ----------- | --------- | ---------------- |
| Maserati    | 9         | 1                |
| Alfa Romeo  | 8         | 2                |
| ERA         | 2         | 0                |
| Bugatti     | 1         | 0                |